# Cerveza Club Colombia Open
Cerveza Club Colombia Open – męski turniej tenisowy wchodzący w skład rozgrywek ATP World Tour, rozgrywany w Bogocie na nawierzchni ziemnej w latach 1994–2001.

## Mecze finałowe

### gra pojedyncza mężczyzn
| Rok  | Zwycięzca             | Finalista             | Wynik                 |
| 2001 | Fernando Vicente      | Juan Ignacio Chela    | 6:4, 7:6(6)           |
| 2000 | Mariano Puerta        | Junus al-Ajnawi       | 6:4, 7:6(5)           |
| 1999 | Turniej nie odbył się | Turniej nie odbył się | Turniej nie odbył się |
| 1998 | Mariano Zabaleta      | Ramón Delgado         | 6:4, 6:4              |
| 1997 | Francisco Clavet      | Nicolás Lapentti      | 6:3, 6:3              |
| 1996 | Thomas Muster         | Nicolás Lapentti      | 6:7(6), 6:2, 6:3      |
| 1995 | Nicolás Lapentti      | Miguel Tobón          | 2:6, 6:1, 6:4         |
| 1994 | Nicolás Pereira       | Mauricio Hadad        | 6:3, 3:6, 6:4         |

### gra podwójna mężczyzn
| Rok  | Zwycięzcy                     | Finaliści                         | Wynik                 |
| 2001 | Mariano Hood Sebastián Prieto | Martín Rodríguez André Sá         | 6:2, 6:4              |
| 2000 | Pablo Albano Lucas Arnold Ker | Juan Balcells Mauricio Hadad      | 7:6(4), 1:6, 6:2      |
| 1999 | Turniej nie odbył się         | Turniej nie odbył się             | Turniej nie odbył się |
| 1998 | Diego del Río Mariano Puerta  | Gábor Köves Eric Taino            | 6:7, 6:3, 6:2         |
| 1997 | Luis Lobo Fernando Meligeni   | Karim al-Alami Maurice Ruah       | 6:1, 6:3              |
| 1996 | Nicolás Pereira David Rikl    | Pablo Campana Nicolás Lapentti    | 6:3, 7:6              |
| 1995 | Jiří Novák David Rikl         | Steve Campbell MaliVai Washington | 7:6, 6:2              |
| 1994 | Mark Knowles Daniel Nestor    | Luke Jensen Murphy Jensen         | 6:4, 7:6              |